# グルメシティ九州
株式会社グルメシティ九州（グルメシティきゅうしゅう、本社：福岡市中央区）は、かつてダイエーグループの食品スーパーマーケット「グルメシティ」を、福岡県を中心に九州地方に展開していた企業。現在は、ダイエー本体に吸収され、存在しない。
ダイエー系列のスーパーマーケットとしては24時間営業・深夜営業を率先的に実施していた。

## 概要
1973年4月、丸衆商事（まるしゅうしょうじ）として設立。福岡都市圏に店舗を展開し、ダイエーと業務提携。1994年に、ユニードダイエー系列で小型スーパーを運営していたニューユーマートと合併して「九州スーパーマーケットダイエー」に社名を変更する。2006年3月1日、ダイエー系食品スーパー5法人（株式会社ダイエー含む）が店舗名を「グルメシティ」に統一するのを前提に、社名を「グルメシティ九州」に変更した。「グルメシティ」は、以前からダイエー直営の小型店舗の名称として使用している。
店舗は福岡県の他、長崎県、鹿児島県の一部にも所在した。
なお、旧社名の「九州スーパーマーケットダイエー」は、1980年にダイエーが設立した「九州ダイエー」と社名が似ているが、直接は関係ない（九州ダイエーは1981年、ユニードのダイエーグループ入りに備え、ダイエーから分割された九州地区のダイエーを継承。同年ユニードと合併して「ユニード」その後「ユニードダイエー」を経て、1994年にダイエーに吸収合併されている）。ただし、旧ユニードの多くの店舗が現在、（当社ではなく株式会社ダイエーが運営する）グルメシティとして営業している。
なお、「グルメシティ九州」はダイエーグループの経営再建過程に於いて、2009年9月1日付で、会社分割を実施し、ダイエー本社に吸収合併される形で消滅した。このため、グルメシティ九州が運営していたグルメシティ店舗は、ダイエー本社の直営店舗として営業を続けていた。その後、2015年1月1日付でダイエーがイオンの完全子会社となってからさらなる事業再編が行われ、同年9月1日をもって九州内のグルメシティは全店マックスバリュ九州へ承継され、マックスバリュ（南福岡店と小倉足立店はザ・ビッグ）へ転換されたことで消滅している。